# Cesare Maccari

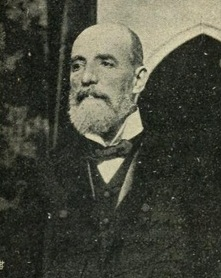
Cesare Maccari.

Cesare Maccari, född den 9 maj 1840 i Siena, död den 7 april 1919 i Rom, var en italiensk målare.
Maccari studerade i Siena och Florens, vann 1865 pris för Leonardo da Vinci målande Mona Lisas porträtt och gjorde sig därefter känd huvudsakligen som freskmålare. Han utförde takmålningar i Santissimo Sudario dei Piemontesi i Rom (1873), De tre gracernas triumf (fresk i Kvirinalpalatset), fresker i stadshuset i Siena (motiv från Italiens frihetskrig, 1887), i senatspalatset i Rom (motiv ur gamla Roms historia, 1889), i domkyrkan i Loreto (Maria, profeter, apostlar – 1905 och följande år) samt i det nya justitiepalatset i Rom (efter 1905). Maccaris fresker är livligt komponerade och har modernt ljus- och färgstudium, men mindre dekorativt värde. Maccari var professor vid Accademia di San Luca i Rom.